# マルグリット (ミュージカル)
『マルグリット』（原題：Marguerite）は、アレクサンドル・デュマ・フィスの戯曲『椿姫』を翻案したミュージカル。『レ・ミゼラブル』『ミス・サイゴン』などを製作したアラン・ブーブリル（脚本・作詞）、クロード＝ミシェル・シェーンベルク(作曲）が共同で製作した。
2008年にイギリスのウエスト・エンドで初演された。日本では2009年に初演、2011年に再演された。

## 主な登場人物
- マルグリット - ドイツ人将校オットーの愛人
- アルマン - バックバンドのピアノ弾き
- オットー - ドイツ人将校
- ルシアン - アルマンが所属するバックバンドのメンバー(ベース)。ユダヤ人
- アネット - アルマンの姉であり、ルシアンの恋人。バックバンドのメンバー(ヴォーカル)
- ピエロ - アルマンが所属するバックバンドのメンバー(ドラム)
- ジュルジュ - マルグリットが雇われていたナイトクラブのオーナー

## あらすじ
舞台は第二次世界大戦中、ナチスの占領下におかれたパリ。マルグリットはかつてナイトクラブを湧かせた歌姫だったが、今はドイツ人将校のオットーの寵愛を受け、贅沢な暮らしを送っていた。
40歳の誕生日の夜、マルグリットはパーティーの演奏に雇われたバックバンドのピアノ弾き、アルマンと出会う。アルマンはナイトクラブで歌っていたマルグリットに、密かな恋心を抱いていたことを告白する。空襲警報が鳴り響き、人々が逃げ惑う中、マルグリットとアルマンは激しい恋に落ちていく。
ナチス占領下のパリでは、ユダヤ人への迫害が日に日に増していた。アルマンと同じバックバンドのメンバー・ルシアンは、ユダヤ人であることを隠しながら生活していたが、バンドメンバーのピエロの不注意でナチスに追われる身となってしまう。
ルシアンの恋人でアルマンの姉であるアネットは、ルシアンと一緒にパリを脱出しようとするが、ナチの愛人であるマルグリットと恋仲になってしまった弟アルマンの身を案じ、後でルシアンを追いかけることを約束しパリに留まる。
やがてマルグリットとアルマンの仲がオットーの知るところとなり、オットーは2人を引き離そうと画策する。戦争が激化するパリで、それぞれの人生が翻弄されていく。

## ミュージカルナンバー
第1幕
| No | 曲名                                               | 演者                                             |
| -- | -------------------------------------------------- | ------------------------------------------------ |
| 01 | さあ 見てごらん／Come One Come All                 | カンパニー                                       |
| 02 | 世界がどうなろうと／Let the World Turn             | マルグリット・ジョルジュ・カンパニー             |
| 03 | ジャズ・タイム／Jazz Time                          | アネット・アルマン・ルシアン・ピエロ・カンパニー |
| 04 | チャイナ・ドール／China Dall                       | マルグリット                                     |
| 05 | チャイナ・ドール(リプライズ)／China Doll (Reprise) | アルマン・マルグリット                           |
| 06 | 鏡よ／The Face I See                               | マルグリット                                     |
| 07 | あの頃は／Time Was When                            | ルシアン・アネット・ピエロ・アルマン             |
| 08 | 世界は今 始まる／The World Begins Today            | カンパニー                                       |
| 09 | 待ちわびて／Waiting                                | アルマン・マルグリット                           |
| 10 | デイ・バイ・デイ1／Day by Day (Part One)           | カンパニー                                       |
| 11 | 酔いしれて／Intoxication                           | アルマン・マルグリット・オットー                 |
| 12 | ジャズ・タイム(リプライズ)／Jazz Time (Reprise)    | (インスト)                                       |
| 13 | 今ここで／I Am Here                                | マルグリット・アルマン                           |
| 14 | どうか無事で／Take Good Care of Yourself           | アネット・ルシアン・アルマン・マルグリット       |

第2幕
| No | 曲名                                                           | 演者                                         |
| -- | -------------------------------------------------------------- | -------------------------------------------- |
| 15 | デイ・バイ・デイ2／Day by Day (Part Two)                       | カンパニー・マルグリット・アルマン・オットー |
| 16 | 愚かな夢／Dreams Shining Dreams                                | マルグリット・アルマン                       |
| 17 | どうか無事で(リプライズ)／Take Good Care of Yourself (Reprise) | アネット                                     |
| 18 | 女なんて／I Hate the Very Thought of Women                     | オットー                                     |
| 19 | 手紙／The Letter                                               | マルグリット・オットー                       |
| 20 | 愛しても何が残る?／What’s Left of Love                         | アルマン                                     |
| 21 | パリ／Paris                                                    | シャントゥーズ・カンパニー                   |
| 22 | デイ・バイ・デイ3／Day by Day (Part Three)                     | カンパニー                                   |
| 23 | なぜこんなことに／How Did I Get to Where I Am?                 | マルグリット                                 |
| 24 | さあ 見てごらん(リプライズ)／Come One Come All (Reprise)       | カンパニー                                   |
| 25 | フィナーレ／Finale                                             | アルマン・マルグリット                       |
| 26 | チャイナ・ドール／China Dall                                   | (ピアノバージョン)                           |

## 日本公演
- 2009年2月～3月 赤坂ACTシアター、梅田芸術劇場、日生劇場で初演。マルグリット役の春野寿美礼は、宝塚歌劇団退団後初めての舞台出演。アルマン役の田代万里生は、ミュージカルデビューを果たした。
- 2011年3月～4月 赤坂ACTシアター、梅田芸術劇場において再演。しかし赤坂での初演直前に東日本大震災が発生し、開始が3月17日に延期された。

### 主なキャスト
|              | 2009年     | 2011年     |
| ------------ | ---------- | ---------- |
| マルグリット | 春野寿美礼 | 藤原紀香   |
| アルマン     | 田代万里生 | 田代万里生 |
| オットー     | 寺脇康文   | 西城秀樹   |
| ルシアン     | tekkan     | 松原剛志   |
| アネット     | 飯野めぐみ | 飯野めぐみ |
| ピエロ       | 山崎裕太   | 山崎裕太   |
| ジョルジュ   | 横内正     | 横内正     |

### 公演記録
| 年月日                 | 会場                     | 回数 |
| ---------------------- | ------------------------ | ---- |
| 2009年2月10日～2月18日 | 赤坂アクトシアター       | 12回 |
| 2009年2月25日～3月5日  | 梅田芸術劇場メインホール | 12回 |
| 2009年3月12日～3月29日 | 日生劇場                 | 24回 |
| 2011年3月11日～3月28日 | 赤坂アクトシアター       | 24回 |
| 2011年4月6日～4月10日  | 梅田芸術劇場メインホール | 7回  |

## 公演CD
- ミュージカル「マルグリット」オリジナル・ロンドン・キャスト・レコーディング（2008年）
- ミュージカル「マルグリット」日本公演 オリジナルキャストライブ盤（2009年）